# ويزلي إل. فوكس
ويزلي إل. فوكس (بالإنجليزية: Wesley L. Fox)‏ هو ضابط أمريكي، ولد في 30 سبتمبر 1931 في هيرندون في الولايات المتحدة، وتوفي في 24 نوفمبر 2017 في بلاكسبرغ في الولايات المتحدة.